# Haemaphysalis moreli
Haemaphysalis moreli är en fästingart som beskrevs av Camicas, Hoogstraal och El Kammah 1972. Haemaphysalis moreli ingår i släktet Haemaphysalis och familjen hårda fästingar. Inga underarter finns listade i Catalogue of Life.